# Danitrio
La Danitrio è una azienda produttrice di penne stilografiche gioiello di altissima gamma in ebanite, prodotte e rivestite con lacca Urushi e/o tecnica Maki-e. La sede di produzione è in California negli Stati Uniti, quest'azienda utilizza operai/artisti di nascita giapponese.

## Storia
La produzione di quest'azienda relativamente giovane si concentra esclusivamente nella produzione di penne di alta e altissima gamma; molti modelli sono prodotti con la preziosa e laboriosa tecnica detta: Maki-e, utilizzando lacche urushi.
Questa tecnica, vecchia di 1500 anni, usa in modo sapiente e laborioso le lacche e sottili lamine d'oro raggiungendo risultati di vere e preziose opere d'arte. La tecnica fu per prima utilizzata su delle penne stilografiche dalla Namiki.

## Modelli
- Mikado
- Genkai
- Sho-Genkai
- Kyokuchi(Yokozuna)
- Kaijin
- Hanazono
- Chinkin
- Densho
- Takumi
- Grand Trio (Hyotan)
- Kawari-nuri

La produzione di quest'azienda si articola in oltre 1000 modelli diversi.
I maggiori cultori di questo marchio sono soprattutto i collezionisti.